# Радецько-Болярська сільська рада
Радецько-Болярська сільська рада — колишня адміністративно-територіальна одиниця та орган місцевого самоврядування у Пулинському і Барашівському районах Волинської округи, Київської та Житомирської областей Української РСР з адміністративним центром у селі Радецька Болярка.

## Населені пункти
Сільській раді на час ліквідації були підпорядковані населені пункти:
- с. Нарцизівка;
- с. Радецька Болярка.

## Населення
Кількість населення ради, станом на 1923 рік, становила 1 157 осіб, кількість дворів — 239.
Кількість населення сільської ради, станом на 1924 рік, становила 1 269 осіб.
У 1926 році чисельність населення сільської ради становила 1 078 осіб.
Кількість населення ради, станом на 1931 рік, становила 1 197 осіб.

## Історія та адміністративний устрій
Створена 1923 року в складі сіл Арцизівка (Нарцизівка), Радецька Болярка, колонії Радецьке Будище, слободи Сахарня Пулинської волості Житомирського повіту Волинської губернії. 7 березня 1923 року увійшла до складу новоствореного Пулинського району Житомирської (згодом — Волинська) округи. 28 вересня 1925 року кол. Радецьке Будище передане до складу Язвинської сільської ради Пулинського району. 17 жовтня 1935 року сільську раду передано до складу Барашівського району Київської області. Станом на 1 жовтня 1941 року слоб. Сахарня не перебувала на обліку населених пунктів.
Станом на 1 вересня 1946 року сільська рада входила до складу Барашівського району Житомирської області, на обліку в раді перебували села Нарцизівка та Радецька Болярка.
Ліквідована 11 серпня 1954 року, відповідно до указу Президії Верховної ради Української РСР «Про укрупнення сільських рад по Житомирській області», територію та населені пункти ради приєднано до складу Зеленополянської сільської ради Барашівського району Житомирської області.